# Jan Nowicki (biskup)
Jan Ewangelista Nowicki (ur. 25 grudnia 1894 w Kołomyi, zm. 14 sierpnia 1973 w Lubaczowie), polski duchowny katolicki, biskup tytularny Pupiany, administrator apostolski polskiej części archidiecezji lwowskiej z siedzibą w Lubaczowie.

## Życiorys
Był synem rzemieślnika Emila i Sabiny z Gąsiorowskich. Kształcił się w szkołach w Kocmaniu na Bukowinie, po złożeniu matury w 1914 wstąpił do seminarium duchownego we Lwowie. W latach 1915–1919 studiował na Wydziale Teologicznym Uniwersytetu Lwowskiego, przyjął święcenia kapłańskie 29 maja 1919.
Pracował jako wikariusz w parafiach Św. Mikołaja we Lwowie, w Serecie (Bukowina), w Adancata (Hliboka koło Czerniowiec). W 1924 wyjechał na studia uzupełniające do Rzymu - zajmował się prawem kanonicznym na Uniwersytecie Gregoriańskim, praktykował także w Rocie Rzymskiej i w Kongregacji Soboru. W 1927 obronił doktorat prawa kanonicznego i powrócił do pracy duszpasterskiej; we Lwowie był wikariuszem parafii Św. Elżbiety oraz parafii katedralnej. Ponadto wykonywał obowiązki nauczyciela religii w szkołach lwowskich, a od 1931 wicerektora seminarium duchownego; w kurii archidiecezjalnej pracował jako obrońca węzła małżeńskiego, promotor sprawiedliwości i referendarz. Od lutego 1937 wykładał na Wydziale Teologicznym Uniwersytetu Lwowskiego; w 1938 ogłosił drukiem swoją pracę doktorską Rezygnacja proboszczów w prawie kanonicznym. Krótko przed wybuchem wojny habilitował się na Wydziale Teologii Katolickiej Uniwersytetu Warszawskiego; okres wojny spędził we Lwowie.
W 1945 w ramach repatriacji lwowskie seminarium przeniesiono do Kalwarii Zebrzydowskiej; ks. Nowicki objął w nim w 1946 funkcję rektora. W 1950 podjął współpracę z Katolickim Uniwersytetem Lubelskim jako profesor nadzwyczajny, wykładając historię źródeł prawa kanonicznego i prawa kościelnego publicznego na Wydziale Prawa Kanonicznego. Wyboru Nowickiego na rektora KUL na jesieni 1951 nie zatwierdziły władze państwowe; przeniósł się on wówczas do pracy w Sądzie Biskupim w Lublinie (audytor). Jednocześnie prowadził wykłady z prawa kanonicznego w Prymasowskim Studium Społeczno-Prawnym dla zakonnic w Lublinie (potem przeniesionym do Warszawy) oraz specjalistyczne kursy dla sióstr zakonnych i spowiedników. W latach 1955–1965 ponownie był profesorem KUL. Działał w Towarzystwie Naukowym KUL, przy którym pełnił obowiązki sekretarza generalnego. Był także kanonikiem gremialnym i papieskim prałatem domowym (10 kwietnia 1959).
15 czerwca 1964 został wybrany na wikariusza kapitulnego archidiecezji lwowskiej z siedzibą w Lubaczowie. 28 marca 1968 otrzymał nominację Pawła VI na biskupa tytularnego Pupiany, a wkrótce (18 grudnia 1968) na administratora apostolskiego.
Był autorem wielu publikacji z prawa kanonicznego, znaczną część z nich ogłosił na łamach "Gazety Kościelnej". W maszynopisie pozostały rozprawy Spowiednicy zakonnic, Suspensio ex informata conscientia, ponadto również w maszynopisie skrypty wykładów Kościelne prawo publiczne, O Sakramentach, De cultu divino. W ramach prac w Towarzystwie Naukowym KUL przygotowywał materiały do późniejszej Encyklopedii Katolickiej. Cieszył się opinią dobrego wykładowcy.
Zmarł na zawał serca i został pochowany w Lubaczowie.